# Diarsia stictica
Diarsia stictica là một loài bướm đêm thuộc họ Noctuidae. Nó được tìm thấy ở Ấn Độ, miền tây Trung Quốc và Borneo.